# Ludwik Glazer

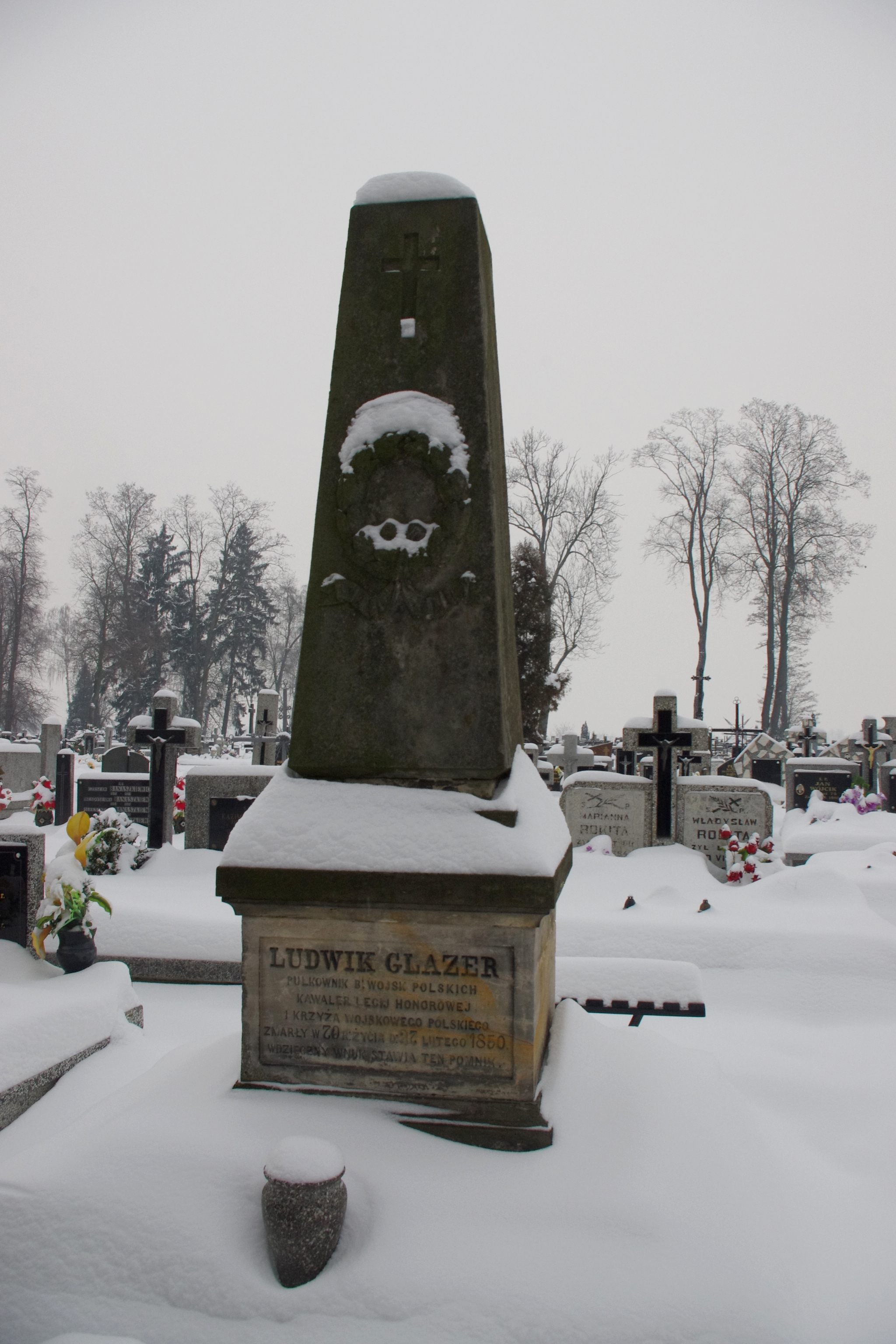
Grób Ludwika Glazera na cmentarzu parafialnym w Wolborzu

Ludwik Glazer (ur. 17 września 1780, zm. 27 listopada 1850) – weteran wojen napoleońskich, uczestnik powstania listopadowego, oficer piechoty z czasów Księstwa Warszawskiego oraz Królestwa Kongresowego.  

## Życiorys
Był wychowankiem założonej przez króla Stanisława Augusta Poniatowskiego Szkoły Rycerskiej. Karierę wojskową rozpoczął w armii Księstwa Warszawskiego. Służył w piechocie liniowej. Dosłużył się stopnia majora. Walczył w trzech kampaniach: 1806-1807, 1809 i 1812. 
Po utworzeniu Królestwa Kongresowego ponownie wstąpił do armii. W 1819 został awansowany na pułkownika. Został dowódcą 5 pułku piechoty liniowej, jednak w tym samym roku podał się do dymisji. 
Kiedy wybuchło powstanie listopadowe przyłączył się do niego. Z jego inicjatywy powstał 2 pułk piechoty województwa kaliskiego, który potem przemianowano na 14 pułk piechoty liniowej. Przekazał dowództwo nad nim Jakubowi Janowi Krasickiemu.
Jego żoną była siostra generała Zajączka. 

## Odznaczenia
- 18 maja 1807 - Legia Honorowa nr 16149